# Out of Bounds
『Out of Bounds』（アウト・オブ・バウンズ）は、寺田恵子の3枚目のアルバム。

## 内容
プロデューサーに笹路正徳を迎えた本作は、ほぼ全曲の作詞を高柳恋が担当した。100位以内に入ったアルバムは本作で最後となった。

## 収録曲
1. 天国の出口
作詞：高柳恋　作曲：寺田恵子　編曲：笹路正徳
2. 1000の砂漠
作詞：高柳恋　作曲：寺田恵子　編曲：笹路正徳
3. 唾を吐け
作詞：高柳恋・寺田恵子　作曲：寺田恵子　編曲：笹路正徳
4. 舞い降りた恋
作詞：高柳恋　作曲：寺田恵子　編曲：笹路正徳
5. 女は火薬でできている
作詞：高柳恋　作曲・編曲：笹路正徳
6. 同じ匂いがした
作詞：高柳恋　作曲：小原礼　編曲：笹路正徳
7. インモラル
作詞：高柳恋　作曲：寺田恵子・鈴木ミチアキ　編曲：笹路正徳
8. 一人では淋しすぎる
作詞：高柳恋　作曲：寺田恵子　編曲：笹路正徳
9. イブは私だけ
作詞：高柳恋　作曲・編曲：笹路正徳
10. 大地の上で
作詞：高柳恋　作曲：金田一郎　編曲：笹路正徳